# Aeroportul Hawthorne Industrial
Aeroportul Hawthorne Industrial (IATA: HTH, ICAO: KHTH, FAA LID: HTH) este un aeroport din Nevada, Statele Unite ale Americii ce deservește zona Hawthorne⁠(d). A fost numit după zona deservită.
Situat la o altitudine de 1.285 m, aeroportul dispune de 2 piste.

## Infrastructură

### Piste
Aeroportul dispune de 2 piste. Pista 10/28 are suprafața de asfalt și dimensiunile 6.000 picioare × 100 picioare. Pista 15/33 are suprafața de loam[*] și dimensiunile 3.250 picioare × 130 picioare. 